# Echthroplexiella artemisiae
Echthroplexiella artemisiae är en stekelart som beskrevs av Svetlana N. Myartseva 1982. Echthroplexiella artemisiae ingår i släktet Echthroplexiella och familjen sköldlussteklar.
Artens utbredningsområde är:
- Turkmenistan.
- Uzbekistan.

Inga underarter finns listade i Catalogue of Life.